# Adele Jergens
Adele Jergens, född 26 november 1917 i Brooklyn i New York, död 22 november 2002 i Camarillo i Kalifornien, var en amerikansk skådespelare. Jergens medverkade bland annat i filmer som Aladdins Äventyr, Jagad av radiopolisen, Farlig väg, Olycksfåglarna möter osynlige mannen och Spindelnätet.

## Filmografi i urval
- 1943 – Jane Eyre
- 1944 – Pin Up Girl
- 1945 – I kväll och varje kväll
- 1945 – Aladdins Äventyr
- 1945 – Vår i luften
- 1947 – Dansens gudinna
- 1948 – Ladies of the Chorus
- 1948 – The Woman from Tangier
- 1949 – Hans franska väninna
- 1949 – Swingens mästare
- 1950 – Jagad av radiopolisen
- 1950 – Farlig väg
- 1951 – En skarpskytt i Arizona
- 1951 – Olycksfåglarna möter osynlige mannen
- 1951 – Teaterbåten
- 1952 – Karriär i toner
- 1954 – Gangsterstaden
- 1955 – Kvinnan i Santa Fe
- 1955 – Pistolduell i Nevada
- 1955 – Spindelnätet